# كونيرو هامباي
كونيرو هامباي (مواليد 31 مارس 1987) هي لاعبة شطرنج هندية حاصلة على لقب أستاذ كبير.فازت ببطولة العالم للشطرنج السريع في 2019.

## روابط خارجية
- كونيرو هامباي على موقع الاتحاد الدولي للشطرنج (الإنجليزية)
- كونيرو هامباي على موقع مباريات الشطرنج (الإنجليزية)
- كونيرو هامباي على موقع 365Chess.com (الإنجليزية)
- كونيرو هامباي على موقع Chesstempo.com (الإنجليزية)
- كونيرو هامباي على موقع الاتحاد الأمريكي للشطرنج (الإنجليزية)
- كونيرو هامباي سجل أولمبياد الشطرنج للسيدات على موقع OlimpBase.org (الإنجليزية)